# Heemstzaadmot
De heemstzaadmot (Pexicopia malvella) is een nachtvlinder uit de familie van de tastermotten (Gelechiidae).
De vlinder heeft heemst als waardplant.

## Voorkomen in Nederland
De heemstzaadmot is in Nederland een zeldzame soort. De eerste waarneming dateert uit 1910 te Diemen. De soort vliegt in juli en augustus.